# Хиндок
Хиндок (кор. 흥덕, 興德, Heungdeok, Hŭngdŏk; 777–836) — корейський правитель, сорок другий володар (ван) держави Сілла (тринадцятий ван об'єднаної Сілли).

## Біографія
Був молодшим братом вана Хондока. Зійшов на трон після смерті останнього 826 року.
834 року ван наказав переглянути кольори офіційного вбрання. Також він видав едикт, що забороняв надмірну розкіш простим людям.
836 року Хиндок помер, не залишивши спадкоємців. Після цього трон зайняв Хийган, онук вана Вонсона.